# Edguy
Edguy är ett hårdrocksband från Fulda, Tyskland. Edguy grundades 1992 av de då fjortonåriga Tobias Sammet, Jens Ludwig, Dirk Sauer och Dominik Storch. Namnet "Edguy" kommer av deras smeknamn för en av deras lärare under den tiden. Fram till 1998, när Tobias Exxel gick med i gruppen, hade man ingen basist utan Sammet spelade även bas.
Efter två demoskivor och ett självfinansierat album skrev gruppen kontrakt med AFM Records 1996. Deras första album blev inte speciellt framgångsrikt, men med Vain Glory Opera 1998 fick de ett genombrott. Efter ytterligare två album (en nyinspelning av det självfinansierade albumet "Savage Poetry" oräknad) skrev man 2004 kontrakt med tyska skivbolaget Nuclear Blast.
Huvudmannen är Tobias Sammet som står för nästan allt material. Sammet är även upphovsman till konceptalbumen Avantasia - The Metal Opera I/II som kan beskrivas som en medeltida fantasyberättelse.

## Stil
Gruppen spelade till en början enkla melodier tillsammans med Sammets falsettsång och bandet var ett typiskt europeiskt power metalband. Deras senare verk har dock blivit mer och mer hårdrocksorienterade. Deras texter är ofta metaforiska, och handlar om exempelvis anpassning ("The Headless Game," "Mysteria," "King of Fools"), den katolska kyrkan ("The Kingdom," "Theater of Salvation") och farorna i den moderna civilisationen ("Navigator," "The Devil and the Savant"). Utöver dessa gör gruppen också låtar med enklare komiska teman ("Das Reh," "Save Us Now," "Lavatory Love Machine"). Edguy hävdar att de inte representerar någon ideologi, och kallar sig varken politiska eller religiösa. I princip varje album innehåller långa episka passager.
Albumet Hellfire Club är det första där en orkester mixats in i produktionen.

## Medlemmar
Nuvarande medlemmar
- Tobias Sammet – sång, keyboard (1992– ), basgitarr (1993–1997)
- Jens Ludwig – sologitarr (1992– )
- Dirk Sauer – rytmgitarr (1992– )
- Tobias Exxel – basgitarr (1998– )
- Felix Bohnke – trummor (1998– )

Tidigare medlemmar
- Dominik Storch – trummor (1992–1997)

Turnerande medlemmar
- Markus Grosskopf – basgitarr (2010)

Gästartister (studio)
- Frank Lindenthal – trummor (studiomusiker) på Vain Glory Opera
- Andy Allendorfer – bakgrundssång på Vain Glory Opera
- Ralf Zdiarstek – bakgrundssång på Vain Glory Opera
- Hansi Kürsch – sång på Vain Glory Opera
- Timo Tolkki – gitarr på Vain Glory Opera
- Frank Tischer – piano på The Savage Poetry
- Markus Schmitt – bakgrundssång på The Savage Poetry
- Mille Petrozza – sång på Hellfire Club
- Michael Kiske – sång på Superheroes

## Diskografi

### Demo
- 1994 – Evil Minded
- 1994 – Children of Steel

### Studioalbum
| År   | Album                                | DE | FR  | CH | AT | SE | FIN |
| ---- | ------------------------------------ | -- | --- | -- | -- | -- | --- |
| 1995 | Savage Poetry                        | —  | —   | —  | —  | —  | —   |
| 1997 | Kingdom of Madness                   | —  | —   | —  | —  | —  | —   |
| 1998 | Vain Glory Opera                     | —  | —   | —  | —  | —  | —   |
| 1999 | Theater of Salvation                 | 66 | —   | —  | —  | 50 | —   |
| 2000 | The Savage Poetry                    | 79 | —   | —  | —  | 60 | —   |
| 2001 | Mandrake                             | 19 | 47  | —  | —  | 32 | —   |
| 2004 | Hellfire Club                        | 26 | 54  | 81 | 68 | 6  | 22  |
| 2006 | Rocket Ride                          | 8  | 101 | 50 | 50 | 8  | 25  |
| 2008 | Tinnitus Sanctus                     | 19 | 85  | 41 | 50 | 28 | —   |
| 2011 | Age of the Joker                     | 3  | 98  | 13 | 30 | 10 | 15  |
| 2014 | Space Police: Defenders of the Crown | 2  | 72  | 13 | 27 | 28 | 12  |

### Livealbum
- 2003 – Burning Down the Opera
- 2009 – Fucking with F*** - Live

### EP
- 2004 – King of Fools
- 2005 – Superheroes

### Singlar
- 2001 – "La Marche des Gendarmes"
- 2001 – "Painting on the Wall"
- 2004 – "Lavatory Love Machine"
- 2008 – "Ministry of Saints"
- 2011 – "Robin Hood"
- 2014 – "Love Tyger"
- 2017 – "Ravenblack"

### Samlingsalbum
- 2004 – Hall of Flames
- 2008 – The Singles
- 2010 – Superheroes / Rocket Ride
- 2010 – Gold Edition Vol 2
- 2017 – Monuments

### Video
- 2001 – "All the Clowns"
- 2004 – "King of Fools"
- 2004 – "Lavatory Love Machine"
- 2005 – "Superheroes"
- 2008 – "Ministry of Saints"
- 2011 – "Robin Hood"
- 2014 – "Love Tyger"

### DVD
- 2005 – Superheroes
- 2009 – Fucking With Fire - Live